# Taiwaneses
Os taiwaneses (chinês tradicional: 臺灣人; pinyin: Táiwān-rén) são o povo de Taiwan que compartilham uma cultura e ancestralidade comum e falam o mandarim taiwanês, o hokkien, o hakka ou as línguas indígenas taiwanesas como língua materna. Taiwanês pode também ser referência aos povos indígenas das áreas sob o controle do governo da República da China desde 1945, incluindo Penghu, Kinmen e as Ilhas Matsu.
Pelo menos três diferentes critérios, que ocasionalmente se sobrepõe, são usados para identificar alguém como taiwanês: critérios nacionalistas, critérios de auto-identificação (incluindo o conceito de "Novo Taiwanês") e critérios socioculturais. Esses critérios são fluidos e resultam da evolução das questões sociais e políticas enfrentadas na região. A complexidade resultante desses critérios concorrentes e em evolução é agravada pela disputa em relação à identidade de Taiwan, seu status político e sua potencial independência de jure ou unificação do estreito de Taiwan.
De acordo com dados do governo, mais de 95% da população de 23,4 milhões de Taiwan consiste de chineses han, enquanto 2,3% são povos indígenas taiwaneses austronésios. Entre outros originários do continente, dois grupos principais eram o hoklo e o hakka. No entanto, a aculturação, o casamento e a assimilação cultural resultaram na mistura dos chineses han e dos aborígenes taiwaneses até certo ponto. Embora o conceito dos "quatro grandes grupos étnicos" tenha sido acusado de ser uma tentativa deliberada do Partido Democrático Progressista, majoritariamente hoklo, de acalmar as tensões étnicas, essa concepção se tornou dominante e uma referência para lidar com a problemática sobre a etnia e nacionalidade taiwanesa.
Apesar do amplo uso dos "quatro grandes grupos étnicos" no discurso público como identidades essencializadas, as relações entre os povos de Taiwan estiveram em constante estado de convergência durante séculos. O processo contínuo de mistura étnica com etnias de dentro e fora de Taiwan, combinado com o desaparecimento de barreiras étnicas devido a uma experiência sociopolítica compartilhada, levou ao surgimento de "taiwaneses" como um grupo étnico maior e mais amplo. Exceto na ilha de Kinmen, cuja população se considera kinmenesa ou chinesa, e nas ilhas Matsu, cujos habitantes se consideram matsuneses ou chineses.